# لیل زان
نیکولاس دیگو لیانوس (به انگلیسی: Nicholas Diego Leanos؛ زادهٔ ۶ سپتامبر ۱۹۹۶) که بیشتر با نام هنری الیا اینترلود (به انگلیسی: Lil Xan) یا به‌طور مختصر دیگو شناخته می‌شود، رپر، خواننده-ترانه‌پرداز اهل ردلندز، کالیفرنیا می‌باشد. او بیشتر با ترانهٔ «نامردی» شناخته می‌شود که در جدول بیلبورد هات ۱۰۰ به رتبهٔ ۶۴ دست یافت. لیانوس در ۶ آوریل سال ۲۰۱۸ نخستین آلبوم استودیویی خود را تحت عنوان زانارشی تمام‌عیار منتشر نمود. دومین آلبوم او نیز در ۶ سپتامبر سال ۲۰۲۴ تحت عنوان دیگو منتشر گردید.

## جوایز و نامزدها
| سال  | جایزه                      | دسته‌بندی          | کار نامزد شده | نتیجه    | مرجع. |
| ---- | -------------------------- | ----------------- | ------------- | -------- | ----- |
| ۲۰۱۸ | جوایز موسیقی ویدئوی ام‌تی‌وی | هنرمند منتخب سال  | لیل زان       | نامزدشده | [ ۸ ] |
| ۲۰۱۸ | جوایز موسیقی ام‌تی‌وی اروپا  | بهترین چهرهٔ منتخب | لیل زان       | نامزدشده | [ ۸ ] |